# Каплан, Исаак Михайлович
Исаа́к Миха́йлович (Ме́нделевич) Капла́н (12 декабря 1924, Москва — 1997, Санкт-Петербург) — советский и российский художник кино. Народный художник Российской Федерации (1996).

## Биография
Окончил художественный факультет ВГИКа. С 1954 года — художник киностудии «Ленфильм».
Среди работ Каплана (многие из которых выполнены в соавторстве с женой, Беллой Семёновной Маневич-Каплан) — такие выдающиеся кинофильмы советского времени, как «Старик Хоттабыч» (1956), «Дорогой мой человек» (1958), «Дама с собачкой» (1960), «Горизонт» (1961), «Три толстяка» (1966), «Игрок» (1972), «Плохой хороший человек» (1973), «Приключения принца Флоризеля» (1979), «Торпедоносцы» (1983) и другие.

## Фильмография

### Художник-постановщик
- 1952 — Джамбул
- 1955 — Дело Румянцева (совместно с Б. Маневич-Каплан)
- 1955 — Неоконченная повесть (совместно с Б. Маневич-Каплан)
- 1956 — Старик Хоттабыч (совместно с Б. Маневич-Каплан)
- 1958 — Дорогой мой человек (совместно с Б. Маневич-Каплан)
- 1959 — Шинель (совместно с Б. Маневич-Каплан)
- 1960 — Дама с собачкой (совместно с Б. Маневич-Каплан)
- 1961 — Горизонт (совместно с Б. Маневич-Каплан)
- 1962 — Чёрная чайка
- 1963 — День счастья (совместно с Б. Маневич-Каплан)
- 1965 — Третья молодость (СССР, Франция)
- 1966 — В городе С. (совместно с Б. Маневич-Каплан)
- 1966 — Три толстяка (совместно с Б. Маневич-Каплан)
- 1968 — Всего одна жизнь
- 1969 — Мама вышла замуж
- 1970 — Салют, Мария!
- 1971 — Красный дипломат (совместно с Б. Маневич-Каплан)
- 1972 — Игрок
- 1973 — Плохой хороший человек
- 1974 — Под каменным небом
- 1976 — …И другие официальные лица
- 1976 — Труффальдино из Бергамо
- 1977 — Золотая мина
- 1979 — Клуб самоубийц, или Приключения титулованной особы
- 1979 — Трое в лодке, не считая собаки
- 1980 — Лялька-Руслан и его друг Санька
- 1980 — Свет в окне
- 1982 — Без видимых причин
- 1982 — Пиковая дама
- 1983 — Торпедоносцы
- 1984 — Колье Шарлотты
- 1984 — Чужая жена и муж под кроватью
- 1986 — Приключения Шерлока Холмса и доктора Ватсона: Двадцатый век начинается
- 1987 — Первая встреча, последняя встреча
- 1988 — Презумпция невиновности
- 1990 — Адвокат (Убийство на Монастырских прудах)
- 1991 — Пьющие кровь
- 2000 — Воспоминания о Шерлоке Холмсе

## Награды
- 1961 — Диплом Британской киноакадемии «За изобразительное решение фильма» (фильм «Дама с собачкой»)
- 1976 — Заслуженный художник РСФСР
- 1984 — Серебряная медаль имени А. Довженко (фильм «Торпедоносцы»)
- 1986 — Государственная премия СССР (фильм «Торпедоносцы»)
- 1996 — Народный художник Российской Федерации — за большие заслуги в области искусства[1].